# Lionycteris spurrelli
Lionycteris · Lionyctère des cavernes
Genre
Espèce
Répartition géographique
Statut de conservation UICN

 LC  : Préoccupation mineure
Lionycteris spurrelli, le Lionyctère des cavernes, unique représentant du genre Lionycteris, est une espèce sud-américaine de chauves-souris de la famille des Phyllostomidae.

## Description
Lionycteris spurrelli a une longueur de la tête et du corps comprise entre 46 et 57 mm, la longueur de l'avant-bras entre 32 et 37 mm, la longueur de la queue entre 5 et 8 mm, la longueur du pied entre 8 et 11 mm, la longueur des oreilles entre 10 et 14 mm et un poids allant jusqu'à 10 g ; les mâles sont en moyenne légèrement plus lourds que les femelles.
Le crâne a une mâchoire plus courte que le neurocrâne, des arcs zygomatiques incomplets et un palais en forme de dôme extrêmement concave. L'espèce se distingue également par une structure dentaire déviante par rapport aux autres Phyllostomidae. Les incisives supérieures internes sont plus grandes que les externes tandis que les inférieures sont bien développées et tricuspides. Les canines sont petites. Les prémolaires inférieures sont tricuspides, avec la cuspide principale inhabituellement haute et robuste.
Les parties dorsales peuvent être brun foncé, brun rougeâtre et noirâtre, avec la base des poils devenant plus foncée, tandis que les parties ventrales sont brun olive, avec les pointes des poils plus claires. Le museau est étroit, allongé et équipé de petites moustaches. La feuille nasale est basse, large et dotée d'une crête longitudinale centrale, elle est plus courte et plus large que chez le genre Lonchophylla. Sur le menton se trouve un sillon superficiel, entouré d'un coussinet plat en forme de « V ». La langue est extensible et équipée à son extrémité de papilles filiformes. Les membranes des ailes sont fixées en arrière sur les chevilles. La queue est environ deux fois moins longue que la membrane interfémorale, qui est bien développée et couverte de poils dans la première moitié.
Le caryotype est 2n=28 FN=50.

## Répartition
Lionycteris spurrelli est présente au Panama et en Amérique du Sud, depuis la Colombie, en passant par le Venezuela, le Guyana, le Suriname, la Guyane, l'Est de l'Équateur, le Pérou, le Nord du Brésil jusqu'au Nord de la Bolivie.
Il vit dans les forêts tropicales, les jardins et les plantations jusqu'à 1 400 mètres d'altitude. Il est présent également dans les forêts secondaires et les savanes, notamment en Amérique du Sud.

## Comportement

### Habitation
Lionycteris spurrelli se réfugie dans les grottes, les tunnels rocheux ou les canaux d'irrigation.

### Alimentation
Il se nourrit de nectar et de pollen, parfois des fruits et des insectes.

### Reproduction
Il se reproduit à tout moment de l'année.

## Classification
Le nom valide complet (avec auteur) de ce taxon est Lionycteris spurrelli Thomas, 1913.
Ce taxon porte en français le nom vernaculaire ou normalisé suivant : Lionyctère des cavernes.